# 가톨릭 요코하마 교구
가톨릭 요코하마 교구(일본어: カトリック横浜教区, 라틴어: Dioecesis Yokohamaensis)는 일본 도쿄 관구 소속의 교구이다.

## 연혁
- 1937년 11월 9일, 도쿄 대교구에서 가나가와 현, 이바라키현, 도치기현, 군마현, 사이타마현, 야마나시 현, 나가노 현, 시즈오카 현을 분리해 신설되었고, 초대 주교에 도쿄 대교구 교구장인 진 밥티스떼 알렉시스 삼본 대주교가 요코하마 교구의 일반대주교(Archbishop-Bishop)로 임명되었다.
- 1939년 1월 4일, 사이타마 현, 이바라키 현, 도치기 현, 군마 현이 우라와대목구(현 사이타마 교구)로 분리, 프란시스코회에 위탁되었다.
- 1941년, 삼본 대주교의 교구장 사임으로 이데구치 몬시뇰이 교구장서리에 임명되었다.
- 1944년, 토다 몬시뇰이 교구장서리에 임명되었다.
- 1945년, 8월,토다 교구장서리의 급서로, 도쿄 대교구의 도이 타투수오 대주교가 교구장서리를 겸임하였다.
- 1947년, 와키다 아사고로 신부가 주교로 서품되어 요코하마 교구장에 취임했다.
- 1951년, 와키다 주교의 은퇴로 아라이 카츠사부로신부가 후임에 임명되어 요코하마 주교가 되었다.
- 1979년, 아라이 주교의 은퇴로, 10월 30일 도쿄 대교구의 하마로 푸미오 보좌 주교가 요코하마 교구 주교에게 임명되어, 1980년 1월에 주교좌에 착좌했다
- 1998년 6월 15일, 하마로 주교가 교황 요한 바오로 2세에 의해 교황청 이주사목평의회 의장에 임명되었다. (교황청에서 명의대주교로 이주사목평의회의장 재직 중 부제급 추기경이 되었다).
- 1999년 3월 16일, 우매무라 마시히로 신부가 요코하마 교구장에 임명되어 5월 15일 주교로 서품되었다.

## 관할 구역
가나가와현(神奈川県), 시즈오카현(静岡県), 나가노현(長野県), 야마나시현(山梨県)

## 역대 교구장
- 초대 장바티스트알렉시스 샹봉(Jean-Baptiste-Alexis Chambon) 일반대주교 (1937.11.09 – 1940.09.18)
- 2대 이데구치 미요이치(요아킴) 몬시뇰 (井出口三代市, 1941-1943) 교구장서리
- 3대 도다 타테와키(라우렌시오)몬시뇰 (戸田帯刀, 1944-1945) 교구장서리
- 4대 도이 타투수오(베드로) 도쿄 대주교(土井辰雄, 1945–1947) 교구장서리겸임
- 5대 와키다 이사고로(토마스) 주교 (脇田浅五郎, 1947.03.25–1951.07.05)
- 6대 아라이 가츠사부로(루카) 주교 (荒井勝三郎, 1951.12.13–1979.10.30)
- 7대 하마로 후미오(스테파노) 주교 (濱尾文郎, 1979.10.30–1998.06.15)
- 8대 우메무라 마사히로(라파엘) 주교 (梅村昌弘, 1998.06.15~)